# Résolution 17 du Conseil de sécurité des Nations unies
Membres permanents
- Chine
- États-Unis
- France
- Royaume-Uni
- URSS

Membres non permanents
- Australie
- Belgique
- Brésil
- Colombie
- Pologne
- Syrie

Résolution no 16 Résolution no 18
La résolution 17 est une résolution du Conseil de sécurité de l'ONU qui a été votée le 10 février 1947 et qui décide que la commission d'enquête créée par la résolution 15 n'est pas habilitée à demander aux pays concernés (Albanie, Bulgarie, Grèce et Yougoslavie) de surseoir à l'exécution de condamnés à mort, sauf si le témoignage de ces personnes peut éclairer la commission.

## Texte
- Résolution 17 sur fr.wikisource.org
- Résolution 17 sur en.wikisource.org